# فرانك ريان (صحفي)
فرانك ريان (بالإنجليزية: Frank Ryan)‏ هو صحفي أمريكي، ولد في 1899، وتوفي في 30 ديسمبر 1961 في بوسطن في الولايات المتحدة.